# Лексика немецкого языка
Лексика немецкого языка представляет собой совокупность всех лексем (слов), существующих или существовавших в немецком языке. Как один из уровней языковой структуры немецкая лексика изучается немецкой лексикологией и словообразованием. В общем понимании лексика есть словарный фонд языка, который может включать как собственные слова, формировавшиеся в языке многие годы, так и заимствования, пришедшие из других языков, полнозначную лексику и аббревиатуры, слова литературного языка, диалектизмы и слова обиходно-разговорного языка.

## Краткая история немецкой лексики
Собственная немецкая лексика включает в себя, как правило, односложные слова, существовавшие ещё в прагерманском языке — одной из древнейших форм современного немецкого языка. Позднейшие наслоения: слова, пришедшие из латинского языка в период расселения германцев на территории Европы, заимствования из кельтского, готского, а позднее и из славянских и балтийских языков, — были онемечены и в целом влились в структуру современной немецкой лексики.
Более поздние заимствования, появившиеся в средневерхненемецкий период (в основном из французского языка) были связаны с развитием куртуазной литературы. В ранненововерхненемецком и нововерхненемецком языке в обиход немцев, австрийцев и швейцарцев стала включаться лексика, происходящая из французского, итальянского и английского языка. Существуют также пласты особой лексики, включающие арабские, славянские (польские и русские, в частности), китайские, японские и даже индейские слова.
Регулированием лексики в немецком языке не занимались специализированные институты (наподобие Академии делла Круска в Италии). Среди борцов за чистоту языка, как правило, выступали общества писателей и учёных, занимавшиеся проблемой языка. Одним из наиболее известных обществ было т. н. Плодоносное общество, куда входили Мартин Опиц, Филип фон Цезен и другие. Другой пример пуризма связан с выражением самосознания жителей северо-западных земель Священной Римской империи, которые создали нидерландский язык на основе нижнефранкских диалектов (голландского, брабантского и других).

## Заимствования
Заимствование есть процесс внедрения слов одного языка в другой. В узком смысле заимствование — это собственно заимствованная лексика. Немецкий язык имеет достаточно большой пласт заимствований, которые входили в обиход жителей немецкоязычных стран под влиянием других культур. Причин заимствований достаточно много: в основном это военные, торговые, политические, культурные и иные контакты, которые приводят к прямому или опосредованному взаимопроникновению элементов двух и более культур. В этом отношении немецкий язык также повлиял на другие языки и их лексику.
Основные группы заимствований представлены лексикой:
- Из латинского языка: Schule, Tafel, schreiben, Straße, Fenster, Mauer, Wall, Käse, Wein, Rettich, Kloster, Nonne, Mönch, Altar, Messe, Argument, exakt, Dynamik, Justiz, Familie, Prozeß, Appellation.
- Из французского языка: Lanze, Turnier, Abenteuer, Tanz, elegant, galant, nobel, frivol, Armee, Garnison, Nase, Tante, Onkel, Kusine, Cousin, Möbel, Republik, Demokratie, Revolution, Opposition, Klasse, Bourgeoisie.
- Из английского языка: Boot, Lotse, Koks, Export, Import, Trust, Boykott, Box, Trainer, Training, k.o., Image, Killer, surfen, joggen, Computer, Internet, Thriller, Boss, Party, Steak, Doping, Smoking, Oldtimer, Single.
- Из арабского языка: Admiral, Alchemie, Algebra, Koran, Karaffe, Magazin, Moschee, Razzia, Risiko, Safari, Sirup, Sofa, Talisman, Tarif, Tasse, Ziffer.
- Из итальянского языка: Bank, Konto, insolvent, Netto, Brutto, Soldat, Proviant, Sonett, Oper, Konzert, Loggia, Korridor, Balkon, Pizza, Lasagne, Salat, Spaghetti, Zervelat, Gnocci, Paparazzi, Capuchino, Carpaccio.
- Из испанского языка: Gitarre, Zigarre, Marmelade, Macho, Adjutant, Alligator, Gala, Embargo, Moskito, Mulatte, Tango, Torero.
- Из русского языка: Matrjoschka, Babuschka, Balalaika, Ikone, Samowar, Schaschlik, Steppe, Taiga, Zobel, Trojka, Perestrojka, Glasnost, Sputnik, Kosmonaut, Mir.
- Из японского языка: Kimono, Bonze, Samurai, Harakiri, Rikscha, Tamagotchi, Ikebana, Geischa, Karate, Mikado, Suchi, Tatami, Tsunami, Mitsubishi.
- Из индийских языков: Reis, Veranda, Banane, Buddha, Curry, Brille, Bungalow, Mango, Pfeffer, Dschungel, Ingwer, Shampoo.
- Из китайского языка: Tee, Ketchup, Taifun.
- Из индейских языков: Barbecue, Mahagoni, Mais, Orkan, Tabak, Mokassin, Coca, Kokain, Kautschuk, Lama, Puma.
- Из персидского языка: Bazar, Jasmin, Karawane, Magier, Mumie, Orange, Paradies, Schach, Schakal, Spinat.
- Из турецкого языка: Derwisch, Diwan, Harem, Joghurt, Kebab, Tulpe, Döner.

## Синонимия и антонимия
Синонимами в немецком языке называют слова, которые близки по выражаемому ими лексическому значению, но различны по звучанию и написанию. К таким словам относятся. Например: schnell — geschwind, kurz — prägnant, glauben — meinen, Geld — Asche и т. д.
Антонимы — это слова, которые также имеют различное звучание и написание, но выражают противоположные и несовместимые значения. Например: geben — nehmen, gut — böse, richtig — falsch, Fußboden — Decke и т. д.
И синонимия и антонимия выполняют определённые функции. Синонимы позволяют использовать различные слова со схожими значениями, но различными оттенками, обогащая язык. Антонимия используется в стилистических приёмах для противопоставления, создания контраста, иронии.